# Мукопротеин
Мукопротеин — небольшая белковая молекула, составляющая примерно четверть размера молекулы гемоглобина. В неё входят группы атомов, похожие на те, что содержатся в молекуле сахара. Мукопротеин помогает цианокобаламину проходить сквозь стенки кишечника и усваиваться организмом.
Недостаток мукопротеина в организме приводит к недостаточной выработке стромы — «мешочка», в котором содержится гемоглобин в эритроцитах. Это, в свою очередь, приводит к тому, что вместо 125 дней эритроциты живут лишь около 40. В результате возникает злокачественная анемия.